# 三須宗太郎
三須 宗太郎（みす そうたろう、安政2年8月6日（1855年9月16日） - 大正10年（1921年）12月24日）は、明治の海軍軍人。官位は海軍大将・正三位・勲一等・功二級・男爵。近江国（現・滋賀県）出身。

## 経歴
彦根藩士三須熊次郎の長男として生まれた。藩主井伊直弼がペリー来航に際して江戸湾防衛を担当した際、死を覚悟して事前に「宗観院柳暁覚翁居士」の戒名を手に入れて赴任したことにちなみ、熊次郎は藩主の戒名から最初の一字を頂き、長男を宗太郎と命名した。三須本人も開国に殉じた藩主を尊敬し、元服しても名を改めようとしなかった。
明治4年（1872年）8月、海軍兵学寮に入った。カリキュラムを修了するまでの7年間、兵学寮に留まったが、生徒の多くが薩摩藩や佐賀藩の出身者で、彦根出身の三須には居心地のよい場所ではなかったらしい。明治10～11年頃に兵学寮を卒業した三須らは後に兵学校第5期生扱いとなった。この5期生には伊集院五郎元帥、出羽重遠大将がいる。出羽も朝敵会津出身であり、薩摩人に独占されていた大将の座を初めて勝ち取った三須・出羽の出現は、海軍の藩閥重視の慣習が廃れた象徴といえる。
三須が陸での座学を終え、練習艦「筑波」に乗り込んで航海術実習に励んでいた明治7年（1874年）春に征台の役、明治10年（1877年）冬に西南戦争と相次いで勃発し、「筑波」は練習艦任務を解かれて戦場に出た。が、三須たち生徒は下艦の命令を受けず、そのまま戦場に送られた。練習生を載せているため筑波は後方支援任務に留まったが、形はともかく三須はこの二度の出撃で戦場を体験した。
戦後の明治11年（1878年）8月に修了し、少尉補となった。少尉昇進間で2年半、さらに中尉昇進には2年弱と5年近い下積み生活を「孟春」・「摂津」・「浅間」の乗組員として過ごした。中尉昇進後の明治18年（1885年）9月、三須は最新鋭巡洋艦「浪速」分隊長に命じられ、イギリスまで完成した「浪速」を引き取りに初めて海外へ渡った。以後、「浪速」で分隊長・砲術長を計2年間務める間に大尉へ昇進。「浅間」に乗り代わってからは「浅間」「龍驤」、9ヶ月の地上勤務をはさんで「高雄」「金剛」の副長を歴任した。地上勤務は横須賀鎮守府参謀・大学校と兵学校の教官といった比較的軽い任務である。
長らく現場で着実に経験と実績を積み重ねてきた三須が、突然に軍政の中枢部に召集されたのが明治26年（1893年）9月である。この時三須は人事課長を命ぜられた。海軍将校の人事は海軍大臣の専権事項であるが、艦隊司令官や海軍省・参謀本部局長はともかく、艦船・部隊の将校人事は大臣一人では手が回らない。そこで大臣官房の中に人事課を設置し、その責任者として三須が選ばれた。明治30年（1897年）12月に転出するまでの4年間、三須が士官人事を捌いたわけだが、この間に日清戦争が起きている。勝利に必要な人員の配置、黄海海戦での戦死者の埋葬や補償の処理、補充人員の手配、終戦後の人員削減といった人事上欠かせない事務処理をこなす毎日が続く。この時の働きを評価され、日露戦争直前にも人事責任者として海軍省に召集されることになる。この人事課長の任期中に大佐へ昇進。
明治30年（1897年）、ようやく4年ものデスクワークを終え、久々に「須磨」艦長として海上に戻った。半年後に懐かしい「浪速」艦長に転出、同年末に新巡洋艦「出雲」回航のために渡英したが、「出雲」が未完成のため、代わりに戦艦「朝日」艦長に異動して「朝日」を日本まで回航し、明治33年（1900年）に帰国した。三須の艦長生活はこの4年間で終わりを迎える。
明治34年（1901年）7月、三須は少将に昇進すると同時に、人事局長に任じられた。かつて大臣官房の小所帯だったこの部署だが、日露戦争に向けた軍拡に対応するために巨大化した部署である。人事課長時代に比べても扱う人員は増大し、三須自身が手を入れる役職の地位も高いものになっていた。
山本権兵衛海軍大臣は、総司令が日高壮之丞大将では勝利できないと確信していた。山本が日高を更迭して東郷平八郎を連合艦隊司令長官に任命したことはよく知られている。これは大臣の任命権を行使したものだが、当然ながら三須も山本から相談を受けていると考えられている。さらに東郷が戦死した場合を想定して、片岡七郎や柴山矢八らを後任候補として挙げてみたり、三須自身を含めた戦隊司令官の人選を推進したりした。司令官それぞれに個性があり、理想的な人事は難しい。特に、粗野・蛮勇の気質がある上村彦之丞は、積極攻撃に特化した第2艦隊司令長官には最適だが、部下の司令官どころか上官の東郷にも嫌われていた。三須はあえて上村率いる第2艦隊の主力隊である第2戦隊司令官に名乗りを上げ、蔚山沖海戦で完勝するまで、ロシア艦隊に翻弄されて癇癪を起こす上村の罵声を受ける役目を買って出た。
黄海海戦・蔚山沖海戦でロシア艦隊との直接戦闘を終えた明治38年（1905年）1月の小改正で、三須は中将に昇進するとともに東郷直轄の第1戦隊司令官に転任し、日本海海戦に参戦した。この時、三須は第1戦隊のしんがりを務める「日進」に同乗した。海戦序盤、「日進」は旗艦「三笠」に次ぐおびただしい敵弾を浴びた。戦隊司令部員・「日進」幹部の多数が戦死した。三須も間近に着弾した弾丸の破片を浴びて左目を失明した。この負傷を機に、「海軍の独眼竜」と三須は呼ばれて賞賛された。隻眼の猛将・山地元治陸軍中将の渾名が「独眼竜」だったことになぞらえたものだが、当時の医療技術では鼻腔に刺さった弾片を除去できず、自然に落下するまでの十数年間、三須を眼科・耳鼻科系の後遺症で悩ませ続けた。
日露戦争の勝利とともに海上生活を終え、明治38年（1905年）11月に海軍教育本部長、明治39年（1906年）に旅順口鎮守府司令長官、同年11月に海軍軍令部次長を歴任し、日露戦争の戦功により明治40年（1907年）9月、男爵に叙せられた。明治42年（1909年）に現場を離れて将官会議議員へと降りたが、日露戦争のために未完成だった舞鶴鎮守府の整備を再開するため、明治43年（1910年）に臨時建築部長となって舞鶴に渡った。明治44年（1911年）1月、最後の任務となる舞鶴鎮守府司令長官に任じられた。舞鶴鎮守府の管轄区の中に、三須の故郷である彦根など滋賀県も含まれている。海のない彦根に直接足跡を残すことはなかったが、偶然とはいえ、海軍生活の最後に郷土の後輩とともに1年半の任期を過ごせたことは三須にとって幸いなことだった。
大正2年（1913年）9月、大将昇進を餞別に将官会議議員に降り、翌年12月1日に予備役編入されて引退した。大正10年（1921年）12月24日、66歳で没した。

## 栄典
位階
- 1881年（明治14年）3月16日 - 正八位[3]
- 1883年（明治16年）12月25日 - 従七位[3][4]
- 1886年（明治19年）11月27日 - 正七位[3][5]
- 1891年（明治24年）12月16日 - 従六位[3][6]
- 1895年（明治28年）1月23日 - 正六位[3][7]
- 1898年（明治31年）3月8日 - 従五位[3][8]
- 1901年（明治34年）10月30日 - 正五位[9]
- 1905年（明治38年）2月14日 - 従四位[3][10]
- 1910年（明治43年）3月22日 - 正四位[3][11]
- 1913年（大正2年）4月10日 - 従三位[3][12]
- 1915年（大正4年）1月11日 - 正三位[13]

勲章等
- 1892年（明治25年）5月28日 - 勲六等瑞宝章[3][14]
- 1895年（明治28年）10月18日 - 功四級金鵄勲章・単光旭日章[3][15]・明治二十七八年従軍記章[3][16]
- 1896年（明治29年）5月26日 - 勲五等瑞宝章[3][17]
- 1900年（明治33年）11月30日 - 勲四等瑞宝章[3][18]
- 1904年（明治37年）5月27日 - 勲三等瑞宝章[3][19]
- 1906年（明治39年）4月1日 - 功二級金鵄勲章・勲二等旭日重光章・明治三十七八年従軍記章[3][20]
- 1907年（明治40年）9月21日 - 男爵[3][21]
- 1915年（大正4年）
  - 4月24日 - 勲一等瑞宝章[22]
  - 11月10日 - 大礼記念章[23]

## 親族
- 長男 三須精一（貴族院男爵議員）[24]
- 相婿・鳥巣玉樹[25]